# Chasmodia frontalis
Chasmodia frontalis är en skalbaggsart som beskrevs av Ohaus 1922. Chasmodia frontalis ingår i släktet Chasmodia och familjen Rutelidae. Inga underarter finns listade i Catalogue of Life.